# Peter Senge
Peter Michael Senge (1947) er amerikansk forsker og direktør for Center for den Læring Organisation på MIT Sloan School of Management. Han er mest kendt som forfatter til bogen Den Femte Disciplin: Den lærende organisations teori og praksis fra 1990 (dansk 1995).

## Biografi
Peter Senge blev født i 1947. Han fik sin bachelorgrad i Aerospace engineering fra Stanford universitetet. På Stanford studerede Senge også filosofi og tog i 1972 kandidatgrad i sociale systemers modeller på MIT. I 1978 opnåede han Ph.D. ligeledes fra MIT. 
Han er i dag senoriforsker ved MIT og grundlægger og bestyrelsesformand for Society of Organizational Learning (SoL). Senge er endvidere direktør forCenter for Organisatorisk Læring.

## Beskæftigelse
En ingeniør af praksis. Peter var protege' hos Jay Wright Forrester og studerede indgående Chris Argyris og Robert Fritz's arbejde. Han byggede sin bog ved at pionerarbejde med de fem discipliner i virksomheder som Ford, Chrysler, Shell, AT&T, Hannover Insurance og Harley-Davidson igennem 70'erne og 80'erne og frem til i dag.

### Organisationsudvikling
Senge slog igennem i 1990erne som en afgørende figur indenfor organisationsudvikling med bogen Den femte disciplin, hvor han lancerede begrebet den lærende organisation. Den lærende organisation dækker over en dynamisk forståelse af systemerne i en organisation, der befinder sig i en konstant tilstand af tilpasning og forbedring.

## Udgivelser
Peter Senge har skrevet en række bøger og artikler. Et udvalg:
- 1990, Den femte disciplin, Den lærende organisations teori og praksis
- 1994, The Fifth Discipline Fieldbook
- 1999, The Dance of Change
- 2004, Presence: Human Purpose and the Field of the Future"], published in 2004.[2]
- 2005, Presence: An Exploration of Profound Change in People, Organizations, and Society. [2]
- 2007, Forandringens Formationer, Udfordringerne i at bevare fremdriften i den lærnede organisation
- 2007, Skabende nærvær – om nutidsforståelse og fremtidsvisioner. Peter Senge, C.Otto Sharmer, Joseph Jaworsky, Betty Sue Flowers. Forlaget KLIM. ISBN 978-87-7955-457-3